# Gumi (企業)
株式会社gumi（グミ、英: gumi Inc.）は、モバイルオンラインゲームの企画・開発・運営、およびXR領域の投資・開発などを主業務とする日本の企業。日本オンラインゲーム協会正会員。

## 概要
映像プロデュース会社アットムービーの取締役であった國光宏尚が独立し、「フォト蔵」などの運営元であるウノウとアットムービーから共同出資を受け、2007年6月に「アットムービー・パイレーツ」を設立。携帯電話に特化した招待制のミニブログ型SNS「gumi」のサービスを開始し、翌年には企業名もgumiに変更した。
その後、mixi、GREE、Mobageなど各プラットフォームのオープン化にあわせてモバイルゲームの提供にシフト。国内の開発体制強化とともに、海外展開におけるローカライズと地産地消タイトル開発のため、アジア・ヨーロッパ・北米に子会社を設立。ブラウザゲームからネイティブアプリへの移行期に『ブレイブ フロンティア』をヒットさせ、2014年12月に東京証券取引所第1部（東証1部）へ上場した。國光の「時価総額8兆円は見えた」「エンタテインメント業界で世界一を目指す」などの発言でも注目されたが、上場後の業績下方修正などにより新規株式公開（IPO）への不信感を招き、最悪のIPO「gumiショック」を起こし批判された（後述）。
その後は自社タイトルの『ファントム オブ キル』『誰ガ為のアルケミスト』や、スクウェア・エニックスと共同開発した『ファイナルファンタジー ブレイブエクスヴィアス』を軌道に乗せる一方、海外ネットワークの縮小、不採算タイトルの整理など経営資源の選択と集中を図る。「新テクノロジーファースト」をテーマに掲げ、仮想現実（VR）・拡張現実（AR）・複合現実（MR）などのXR事業や、ブロックチェーン事業といった分野への投資・開発にも取り組んでいる。

## 沿革
出典：
- 2007年（平成19年）6月 - 東京都渋谷区にアットムービー・パイレーツ株式会社を設立。ソーシャル・ネットワーキング・サービス「gumi」β版公開。
- 2008年（平成20年）
  - 7月 - 株式会社gumiに商号変更、本社を東京都目黒区に移転。
  - 8月 - 「gumi」のオープン化を実施。株式会社ミクシィが運営する「mixi」へモバイルオンラインゲームの提供を開始。
- 2009年（平成21年）9月 - 本社を東京都中野区に移転。
- 2010年（平成22年）
  - 4月 - 株式会社ディー・エヌ・エーが運営する「Mobage」へモバイルオンラインゲームの提供を開始。
  - 5月 - 本社を東京都新宿区に移転。
  - 6月 - グリー株式会社が運営する「GREE」へモバイルオンラインゲームの提供を開始。
- 2011年（平成23年）
  - 9月 - 福岡オフィスを福岡県福岡市早良区に設置。
  - 11月 -「gumi」プラットフォームサービスを終了、外部プラットフォーム向けコンテンツ提供に特化。
- 2012年（平成24年）
  - 2月 - 村田マリのコントロールプラス株式会社よりモバイルオンラインゲーム開発・運営事業を譲受。本社を現在地に移転。
  - 4月 - 海外における開発体制強化のため、gumi Korea, Inc.（韓国）、gumi Asia Pte. ltd.（シンガポール）およびgumi America, Inc.（米国）を設立。
  - 6月 - 投資事業開始のため、株式会社gumi ventures（東京都新宿区）を設立。
  - 7月 - ケイマン諸島にgumi Ventures, L.P.（英国領）を組成。海外への投資拠点としてgumi Investment Limited（英国領）を設立。
  - 8月 - 欧州開発拠点として、gumi Europe SAS（フランス）を設立。中国開発拠点として、谷米信息技術（上海）有限公司（中国）を設立。
  - 12月 - 開発体制強化のため、福岡オフィスを分社化し、株式会社gumi Westを設立。
- 2013年（平成25年）
  - 3月 - 開発体制強化のため、株式会社gumi venturesが株式会社エイリム（東京都新宿区）を設立。
  - 7月 - 株式会社エイリムが「ブレイブ フロンティア（日本語版）」をリリース。
  - 10月 -「ブレイブ フロンティア（韓国語版）」をリリース。
  - 11月 - 開発体制強化のため、東京都新宿区に株式会社Fenrisを設立。「ブレイブ フロンティア（英語版）」をリリース。
  - 12月 - フジ・メディア・ホールディングスと資本業務提携。株式会社エイリムを子会社化。
- 2014年（平成26年）
  - 1月 - フジ・スタートアップ・ベンチャーズと合同で、東京都新宿区に株式会社Fuji&gumi Gamesを設立。
  - 4月 - アジア圏における開発体制強化のため、台灣谷米數位科技有限公司（台湾）を設立。
  - 5月 - 「ブレイブ フロンティア（欧州版）」をリリース。
  - 6月 - 株式会社セガネットワークスと資本業務提携。
  - 8月 - 北米開発拠点として、gumi Canada, Inc.（カナダ）を設立。LINE株式会社と資本業務提携。
  - 9月 - 東京にgumi Ventures2号投資事業有限責任組合を組成。
  - 10月 - 欧州開発拠点として、gumi Sweden A.B.（スウェーデン）を設立。東京都新宿区に、開発ゲームのマーケティングおよびプロモーションサポートを行う株式会社veaconを設立。Fuji&gumi Gamesが「ファントム オブ キル」をリリース。
  - 12月 - 東京証券取引所市場第一部に株式を上場。
- 2015年（平成27年）
  - 1月 - 欧州開発拠点として、gumi Germany GmbH（ドイツ）を設立。
  - 4月 - 株式会社マイネットと「ブラウザゲームの資産等の譲渡並びに利用許諾に関する契約」を締結。
  - 10月 - 株式会社エイリムを完全子会社化。エイリムとスクウェア・エニックスの共同プロジェクト「ファイナルファンタジー ブレイブエクスヴィアス」をリリース。
  - 12月 - 東京都中央区にTokyo VR Startups株式会社を設立。バーチャルリアリティ市場におけるスタートアップ企業に対し支援を実施。
- 2016年（平成28年）
  - 1月 - Fuji&gumi Gamesが「誰ガ為のアルケミスト」をリリース。
  - 2月 - 海外VR/AR市場への投資を目的としたベンチャーキャピタルファンド「VR FUND,L.P.」に出資。共同事業者として運営に参画。
  - 4月 - 海外事業再編のためgumi Canada,Inc.（カナダ）、gumi Germany GmbH（ドイツ）、gumi Sweden A.B.（スウェーデン）、gumi Hong Kong Limited（香港）を撤退。gumi America,Inc.（米国）、谷米信息技術（上海）有限公司（中国）の規模縮小。「クリスタル オブ リユニオン」をリリース。
  - 5月 - 「ファントム オブ キル（海外言語版）」をリリース。
  - 8月 - Fuji&gumi Gamesが「シノビナイトメア」をリリース。「ブレイジングオデッセイ」をリリース。
- 2017年（平成29年）
  - 2月 - 「クリスタル オブ リユニオン（海外言語版）」をリリース。
  - 6月 - XRの投資事業を担う株式会社gumi X Reality（東京都新宿区）を設立。
  - 7月 - 「スマッシュ&マジック」および「カクテル王子」をリリース。
  - 10月 - 東京都新宿区に株式会社FgGを設立し、Fuji&gumi Gamesが運営するゲームの諸権利を譲受。gumiが保有するFuji&gumi Games株式をFuji&gumi Gamesへ譲渡。
  - 12月 - 子会社gumi westを吸収合併。
- 2018年（平成30年）
  - 6月 - 開発体制強化のため、東京都新宿区に株式会社グラムスを設立。
  - 7月 - 副社長の川本寛之が2代目の代表取締役社長に就任。創業者の國光は代表取締役会長に就任。
- 2019年（令和元年）
  - 5月 - ブロックチェーンの投資事業を担う株式会社gumi Cryptosを設立。企業理念および企業ロゴをリニューアル。gumi Europe SAS（フランス）を撤退。
  - 11月 - XRのコンテンツ開発を担う株式会社gumi X studio（東京都新宿区）を設立。スクウェア・エニックスとの協業タイトル「WAR OF THE VISIONS ファイナルファンタジー ブレイブエクスヴィアス 幻影戦争」をリリース。
- 2021年（令和3年）
  - 8月 - 「乃木坂的フラクタル」をリリース。
  - 10月 - グラムスが「ラグナドール 妖しき皇帝と終焉の夜叉姫」をリリース。エイリムがスクウェア・エニックスとの協業でgumiグループでは初の買い切りタイトル「Voice of Cards ドラゴンの島」をリリース。
- 2022年（令和4年）12月 - SBIホールディングスおよびスクウェア・エニックスとの資本業務提携を発表[12]。
- 2023年（令和5年）
  - 3月 - ファンド投資を除くブロックチェーン等事業全般を管掌する新会社として株式会社gC Labsを設立
  - 8月 - FgGが「アスタータタリクス」をリリース。
- 2024年（令和6年）
  - 3月 - gC Labsがブロックチェーンゲーム「ファントム オブ キル -オルタナティブ・イミテーション-」をリリース。
  - 6月 - スタジオFgGを解体し事業部制へ移行することを発表[13]。STPRグループの持株会社SUPER STATE HOLDINGS（SPST）との資本業務提携を発表。これに伴いSPSTがgumi株を19.99%取得しgumiの筆頭株主となる[14]。
  - 10月 - CROOZ Blockchain Labとの協業タイトル「エルゴスム」をリリース。SBIホールディングスがSPSTよりgumi株を取得し筆頭株主となる。
  - 12月 - エイリムの全株式をガンホー・オンライン・エンターテイメントへ売却し同社へ譲渡[15]。
- 2025年（令和7年）
  - 6月 - ブロックチェーンゲーム「TOKYO BEAST」をリリース。
  - 8月 - FgGを吸収合併[16]。

## IPO（新規株式公開）におけるgumiショックとその後
gumiはマザーズやJASDAQのようなベンチャー向け株式市場を経由せず、2014年12月18日に東証1部に直接上場。時価総額945億円、公募・売り出し株数1,100万株以上という大型IPO（新規株式公開）として注目された。gumiは2015年4月期の業績見通しを13億2,900万円の黒字と予想していたが、海外向けの主力ゲームが伸び悩んだことから、上場3カ月後の2015年3月5日に一転して4億円の赤字へと下方修正。その翌日には、運転資金のため1月末に30億円の銀行借り入れをしていたことを明らかにし、投資家を疑心暗鬼にさせた。公開価格3,300円だった株価は2営業日連続ストップ安となり、1,282円まで急落。その後も、3月19日に韓国の子会社で私的横領の疑いが発覚。3月27日には全体の1割強にあたる100人の希望退職を募るなど、企業姿勢が問われる事態が続いた。
上場の際、財務担当責任者らを中心に経営陣が持ち株を放出していたことも発覚。社長の國光はこれまで、上場後のベンチャーの株価が公開価格を下回り続けているにもかかわらず、株を売った創業者やベンチャーキャピタル（VC）だけがもうける「上場ゴール」を批判してきたにもかかわらず、自ら「上場ゴール」を体現していると批判された。この一件により、投資家が次のIPO案件への投資に及び腰となり、東証も「下方修正」に警戒感を強めるなど、新興市場に広くマイナスの影響を与えた 。
最終的には2015年の通期決算は上方修正して約1億9000万円の黒字となった。その後2016年通期決算は不振だった海外拠点の縮小の影響により約32億円の赤字を計上し、2017年通期決算においてはゲームの課金収入の増加などにより約13億円の黒字を計上している。gumiショックで暴落した株価は、上場初日につけた最高値3,340円の半分以下で推移している。

## ゲーム
この節は、企業ウェブサイトの記述に依った。
- ドールズオーダー ※2019年2月マイネットゲームスへ運営を移管[26]
- クリスタル オブ リユニオン
- ソードアート・オンライン コード・レジスタ（バンダイナムコゲームス共同開発・提供） ※2018年8月30日サービス終了[27]
- ドラゴンジェネシス -聖戦の絆- ※2018年6月26日サービス終了
- ブレイジング オデッセイ ※2018年3月28日サービス終了
- ブレイドスマッシュ ※エンジンズ/ムゲンコンボ開発、2019年4月16日サービス終了[28]
- セレンシアサーガ：ドラゴンネスト ※2018年3月28日サービス終了[29]
- 乃木坂46・欅坂46・日向坂46公認RPG ザンビ THE GAME（乙女神楽～ザンビへの鎮魂歌～）[30] ※2021年1月28日サービス終了[31]
- WAR OF THE VISIONS ファイナルファンタジー ブレイブエクスヴィアス 幻影戦争（配信：スクウェア・エニックス）
- 乃木坂的フラクタル ※2025年6月1日付でアピリッツへ運営・配信権を移管[32]
- エルゴスム（共同開発：CROOZ Blockchain Lab）※2025年3月31日サービス終了[33]
- TOKYO BEAST（配信：TOKYO BEAST）※2025年8月24日サービス終了予定[34]
- ジョジョの奇妙な冒険 オラオラオーバードライブ[35]

以下は企画制作・開発・提供の一部を子会社や別企業に委託している。
グラムス（子会社）
- ラグナドール 妖しき皇帝と終焉の夜叉姫

gC Labs（子会社）
- ファントム オブ キル -オルタナティブ・イミテーション-

以下はgumiがパブリッシングを担当し、開発・運営は別企業が担当する。
ギークス
- カクテル王子 ※2018年7月24日サービス終了

アングー
- スマッシュ&マジック ※2018年10月31日サービス終了

以下は旧グループ会社の担当作品。
FgG
※Fuji&gumi Games（フジ・メディア・ホールディングスとの元合弁会社）が前身。Fuji&gumi Gamesからの譲渡タイトル含む
- ファントム オブ キル ※2023年10月23日更新終了、2024年5月27日サービス終了
- 誰ガ為のアルケミスト ※2024年11月28日サービス終了
- シノビナイトメア ※2017年9月29日新規開発停止、2018年8月31日サービス終了
- サクライグノラムス（配信：マーベラス）※2023年4月28日サービス終了
- アスタータタリクス ※2024年9月30日サービス終了

エイリム
※現在はガンホー・オンライン・エンターテイメント子会社。gumiグループ時代の開発タイトルを記載
- ブレイブ フロンティア（配信：エイリム）※2022年4月25日サービス終了
- ブレイブ フロンティア メモリーズ ～新米召喚師と心の精霊～ （配信：エイリム）
- ブレイブ フロンティア2（配信：エイリム） ※2019年3月更新終了、2022年4月25日サービス終了
- ブレイブ フロンティア ローグストーリー（配信：エイリム）
- ブレイブ フロンティア レゾナ（配信：エイリム） ※2022年4月25日サービス終了
- ファイナルファンタジー ブレイブエクスヴィアス（開発：エイリム、運営・配信：スクウェア・エニックス）
- ミストギア（企画：集英社キャラクタービジネス室、共同開発：トライエース、配信：エイリム） ※2019年7月31日サービス終了
- Voice of Cards ドラゴンの島（開発：エイリム、配信：スクウェア・エニックス）
- Voice of Cards できそこないの巫女（開発：エイリム、配信：スクウェア・エニックス）
- Voice of Cards 囚われの魔物（開発：エイリム、配信：スクウェア・エニックス）

## グループ会社
- 株式会社グラムス
- 台灣谷米數位科技有限公司
- gumi Asia Pte. Ltd.
- gumi Primus,Inc.
- 株式会社gumi X studio
- gumi X Reality
- Tokyo VR Startups株式会社
- 株式会社gumi ventures
- gumi America, Inc.
- gumi Cryptos

過去のグループ会社
- 株式会社エイリム - 2024年12月27日付でガンホー・オンライン・エンターテイメントへ譲渡
- 株式会社FgG - 2025年8月1日付でgumiへ吸収合併され解散